# Fimbrine
La Fimbrine est une protéine de structure présente dans les microvillosités de certaines cellules épithéliales (entérocytes formant le plateau strié, par exemple).
Elle permet également la fasciculation des microfilaments d'actines au niveau du cortex cellulaire en cas de faible concentration de magnésium intracellulaire.